# 克容諾白甲魚
克容諾白甲魚（学名：Onychostoma krongnoense）為輻鰭魚綱鯉形目鲤科白甲魚屬的其中一種。分布於亞洲越南Ea Krong No流域，體長可達2.4公分，棲息在水質清澈，沙質或岩石底質的河川底中層水域，以附著藻類及有機碎屑為食，生活習性不明。

## 扩展阅读
維基物種上的相關：克容諾白甲魚